# Fomitopsis hainaniana
Fomitopsis hainaniana är en svampart som beskrevs av J.D. Zhao & X.Q. Zhang 1991. Fomitopsis hainaniana ingår i släktet Fomitopsis och familjen Fomitopsidaceae.   Inga underarter finns listade i Catalogue of Life.